# Luigi Maria Torregiani
Luigi Maria Torregiani, né le 18 octobre 1697 à Florence, dans le Grand-duché de Toscane et mort le 6 janvier 1777 à Rome, est un cardinal italien  du XVIIIe siècle.

## Biographie
Luigi Maria Torregiani exerce diverses fonctions au sein de la Curie romaine, notamment comme secrétaire de la Congrégation des immunités et de la Congrégation du Concile. 
Le pape Benoît XIV le crée cardinal lors du consistoire du 26 novembre 1753. Il  participe au conclave de 1758, lors duquel Clément XIII est élu pape, puis à ceux de 1769 (élection de Clément XIV) et de 1774-1775 (élection de Pie VI). 
À la mort du cardinal Archinto, sous l'influence de la Curie et notamment du cardinal Spinelli, Clément XIII le nomme cardinal secrétaire d'État, de 1758 à 1769. Il est également secrétaire de la Congrégation de l'Inquisition de 1775 jusqu'à sa mort.

### Sources
- Fiche du cardinal Luigi Maria Torregiani sur le site fiu.edu